# Пеларгонія духмяна
Пеларгонія духмяна (Pelargonium graveolens) — вид квіткових рослин родини геранієві (Geraniaceae).

## Поширення
Рослина росте у Південно-Африканській Республіці, Мозамбіку та Зімбабве. Культивується широко у всьому світі як кімнатна рослина.

## Опис
Пеларгонія духмяна це невеликий чагарник до 1,5 м заввишки. Характеризується наявністю призначених для виділення ефірної олії залозистих  волосків на верхньому, а іноді і нижньому боці листових пластинок. Іноді залозисті волоски є і на стеблах рослини. При дотику або розтиранні листочки цих пеларгоній поширюють сильний аромат. Квітки ж зазвичай невеликі і неяскраво забарвлені (білі, рожеві або блідо-лілові), але у деяких різновидів цвітіння буває дуже пишне через велику кількість дрібних квіток.

## Значення
Це високофітонцидна рослина. Вона очищає повітря в приміщенні від мікробів, а також покращує сон. Тому герань рекомендують ставити в спальні. Також вона вбирає в себе неприємні запахи, через що їй відводиться й інше місце — на кухні.
Однак, пеларгонія духмяна може викликати алергію. У людей вона може викликати нежить, кашель, інші ознаки алергічних реакцій. Також, через високу алергенність цю рослину не рекомендується ставити в кімнаті, де є маленькі діти.